# バウルジャン・ムルザバエフ
バウルジャン・ムルザバエフ（カザフ語: Бауыржан Мұрзабаев, 英語: Bauyrzhan Murzabayev, 1992年9月17日 - ）は、カザフスタン出身、ドイツ連邦共和国を拠点に活動している競馬騎手である。

## 経歴・人物
- カザフスタン・アルマトイ出身。実家が競走馬所有家庭であったことから少年時代より競馬に興味を持つ[1]。
- 2007年にカザフスタンのアルマトイ競馬場（英語: Almaty hippodrome）で見習騎手となり、レースにデビュー。
- 2016年にチェコ共和国のプラハへ活動の場を移し、プラハ・ヴェルカチュフレ競馬場（チェコ語版）で開催されている「Europeran Jockeys Cup」では2016年、2018年と二度の優勝を飾っている[2]。
- 2013年に初めてドイツ連邦共和国で騎乗し、ギュータースローのアンドレアス・ウォーラー（ドイツ語版）厩舎を経て、ケルンのペーター・シールゲン厩舎に所属した[3]。
- 2020年に528戦119勝で、初めて独リーディング1位となる。
- 2021年に545戦110勝で、2年連続独リーディング1位となる。
- 2022年7月3日、第153回ドイチェスダービーをサンマルコで制覇[4]。
- 2022年11月6日、独バイエルン大賞（GI）をテュネスで優勝。
- 2022年の成績を446戦96勝とし、2020年から3年連続で独リーディング1位となる[5]。
- 2022年11月に日本中央競馬会（JRA）の競走限定免許を取得し、同月26日の東京競馬場第1レース2歳未勝利戦で日本初騎乗（2着・キープブライトン）、翌27日の第42回ジャパンカップ（東京競馬場）ではテュネスに騎乗（9着）[1]。
- 2022年12月17日、日本中央競馬会の短期騎手免許を取得した（同月30日まで）。身元引受調教師は清水久詞、契約馬主は米本晃子[6]。
- 2022年12月18日、中京競馬場第2レース（3歳以上1勝クラス）ルーパステソーロで日本競馬初勝利。
- 2022年12月28日、中山競馬場で開催された第39回ホープフルステークスに於いて14番人気のドゥラエレーデに騎乗し、ゴール前で逃げ粘るトップナイフを鼻差で交わして1着となり、日本での初オープン特別以上勝利、初重賞勝利、初GI制覇となり[7]、また、ドイツ拠点騎手としても初のJRA・GI制覇となった。
- 2023年1月7日、JRAの短期騎手免許を取得した（2度目、同年3月5日まで）。身元引受調教師・契約馬主ともに前回と同様[8]。
- 2023年3月、アンドレ・ファーブル厩舎所属の騎手になる[9]。
- 2023年11月30日、JRAの短期騎手免許を取得した（3度目）。期間は同年12月2日から30日まで。身元引受調教師、契約馬主とも前々回・前回と同様[10][11]。
- 2024年2月14日、JRAの短期騎手免許を取得した（4度目）。期間は同年2月17日から4月14日まで。身元引受調教師及び契約馬主は引き続きそれぞれ清水久詞と米本晃子[12]。期間中に阪神競馬場で17勝をあげて、2024年の阪神競馬場年間リーディングジョッキーを獲得した。
- 2024年11月30日、カタールのアルライヤン競馬場で1Rに騎乗中、騎乗馬が最初のコーナーで故障を発症し、外に膨れながら転倒。その際、自身も外ラチに向かって、はじき飛ばされ落馬。12月2日に椎骨2個と肋骨4本の骨折が判明し、肺挫傷と診断されたとドイツの競馬メディア「ギャロップオンライン」が報じた[13]。

## 主な勝ち鞍

### ドイツ
- ドイチェスダービー（2022年サンマルコ）
- バイエルン大賞（2022年テュネス、2023年ジュンコ）
- ドイチェスセントレジャー（2022年テュネス）
- ウニオンレネン（2022年サンマルコ）

### イタリア
- オークスドイタリア（2022年Nachtrose）

### 日本
- ホープフルステークス（2022年ドゥラエレーデ）
- 東海ステークス（2023年プロミストウォリア）
- 小倉大賞典（2023年ヒンドゥタイムズ）
- ダイオライト記念（2024年セラフィックコール）